# Tolnay Lajos (építész)
Tolnay Lajos (Budapest, 1933 – ?, 2017. augusztus 13.) magyar építész, több magyarországi középület tervezője. Legelső komolyabb munkájával, a miskolci Nehézipari Egyetem könyvtárának megvalósításával Ybl Miklós-díjat nyert.

## Élete

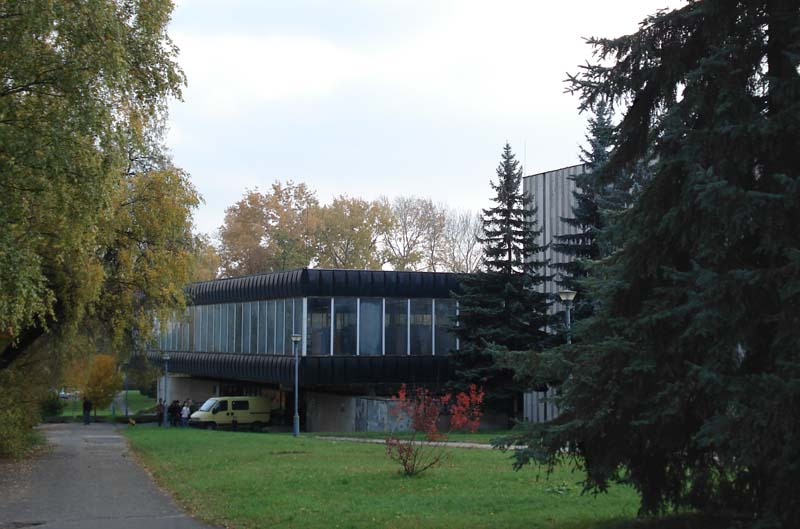
A miskolci egyetemi könyvtár, amelynek terveiért Ybl-díjat kapott

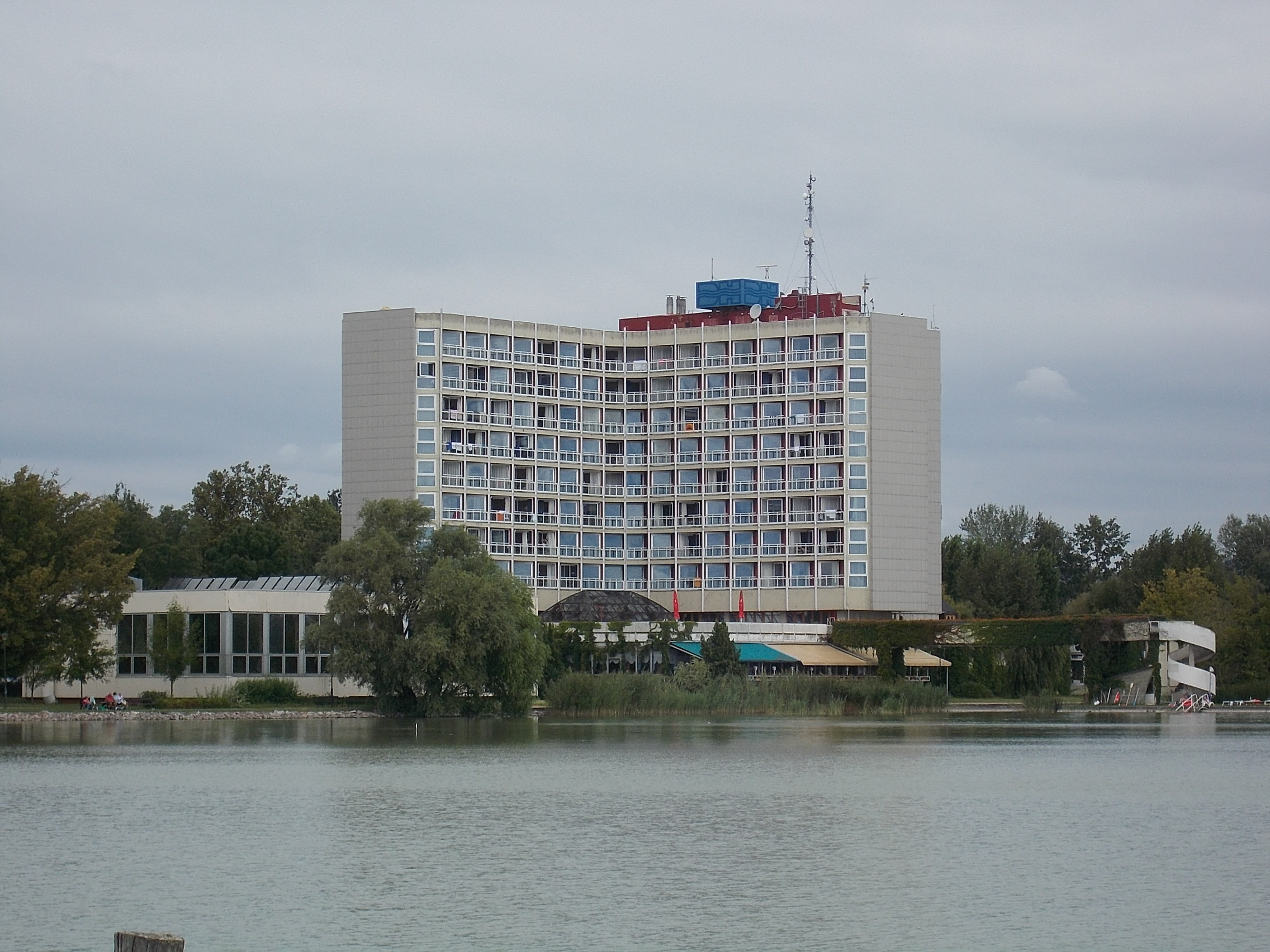
Legismertebb alkotásainak egyike, a keszthelyi Helikon Szálló 2016-ban

1957-ben diplomázott a Budapesti Műszaki Egyetem Építészmérnöki Karának Középülettervezési Tanszékén.
Pályáját a Középülettervező Vállalatban (KÖZTI) kezdte, az akkoriban sztárépítésznek számító Janáky István vezetése alatt. A kiugrási lehetőséget az hozta meg a számára, hogy Janáky a miskolci Nehézipari Egyetem központi könyvtára számára olyan épületet tervezett – egy akkoriban épült chicagói könyvtár mintájára –, ami nem nyerte el az egyetem illetékeseinek tetszését, ezért új terveket rendeltek. Ezeket már Tolnay készíthette el, aki Janáky robusztus formáival ellentétben egy légiesen könnyű házat tervezett, az emeleti szinten 2800 négyzetméteres, minden irányból üvegfalakkal körülvett, egybefüggő olvasóteremmel, melybe még a tető felülvilágítói is juttatnak természetes fényt. Az épület szerkezeti kialakítása igen újszerűnek számított, ezért munkája elismeréseként 1970-ben átvehette az Ybl Miklós-díjat.
További jól sikerült középületei között említhető a keszthelyi Helikon Szálló, amely számos szellemes építészeti megoldást sorakoztatott fel. Ezek között említhető például a szobák egyedi elrendezése, aminek köszönhetően a szálloda mind a 240 szobája a Balatonra néz, de úgy, hogy nem lehet belátni a szomszéd erkélyére; vagy az a csigalépcsős lejáró, melynek révén a szálloda lakói az első emeletről a szálló egy privát, mesterséges szigetére juthatnak le, anélkül, hogy a partszakasz használata egyébként korlátozva lenne mások számára.
Több középülete épült Budapesten is, ezek közül talán a legismertebb a Hungária körút és az Ajtósi Dürer sor sarkán ma is álló irodaház (eredetileg a Metalimpex-Konsumex közös székháza, ma Hermina Towers), mely még az 1978-as építésekor is igen korszerűnek számított, pedig a tervei egy évtizeddel korábban, 1967-ben készültek el. Ő maga a legsikerültebb alkotásai között tartotta számon a gércei faluházat, a soproni Lővér (ma Csik Ferenc) uszodát és a nyugat-magyarországi város egyik lakóházát (Tulipán köz 5.). Összesen mintegy 50 épülete valósult meg, többségüket ma is eredeti rendeltetése szerint használják.

## Általa tervezett épületek
- A Miskolci Egyetem új könyvtára (1963–1969)[4][5]
- A soproni Szabadság körút 102. szám (1965.)[6]
- Keszthely, Helikon Szálló (1970)[7]
- A soproni fedett uszoda: Lővér uszoda Graboplast kupolával fedett csarnoka (GyTV, 1975–1977)[8]
- A soproni Ibolya úti sorházegyüttes; három, középmagas, házgyári panelokból felépült ház (Pécsy Györggyel, GyTV)[6][8]
- Metalimpex-Konsumex irodaház (Herald Lászlóval, 1978.)[9]
- A Magyar Nemzeti Levéltár Országos Levéltárának óbudai épülete (1992–1997)